# Mieko Kawakami
Mieko Kawakami (jap. 川上未映子 Kawakami Mieko; ur. 29 sierpnia 1976 w Osace) – japońska pisarka, laureatka Nagrody im. Akutagawy.

## Życiorys
Urodziła się w Osace w ubogiej rodzinie. W wieku 14 lat zatrudniła się w fabryce klimatyzatorów, następnie pracowała w restauracjach, zmywając naczynia, jako kasjerka, hostessa i sprzedawczyni w księgarni. Przez pewien czas była też piosenkarką. Jako poetka zadebiutowała w 2006 roku.
W 2007 r. wydała swój pierwszy utwór „Moje ego, moje zęby i świat” (Watakushi ritsu in ha, mata wa sekai). W 2008 roku opublikowała książkę Piersi i jajeczka (Chichi to ran). Powieść wygrała jedną z najważniejszych nagród literackich w Japonii, Nagrodę im. Akutagawy. Przyznanie nagrody wzbudziło kontrowersje; konserwatywny burmistrz Tokio stwierdził, że książka jest egoistyczna i trudna do czytania. Książka okazała się jednak bestsellerem, w Japonii sprzedano 250 tysięcy egzemplarzy. W 2020 roku jako Breasts and Eggs ukazało się angielskie tłumaczenie rozszerzonej wersji powieści, a w 2023 powstało polskie tłumaczenie autorstwa Anny Horikoshi.
W 2017 roku przeprowadziła głośny wywiad z Harukim Murakamim.
Laureatka wielu nagród, m.in. Nagrody Literackiej Murasaki Shikibu (2010) i Nagrody Tanizakiego (2013).

## Wybrane utwory
- Watakushi ritsu in ha, mata wa sekai (Moje ego, moje zęby i świat, 2007).
- Chichi to ran (Piersi i jajeczka, 2008).
- Hebun (Heaven, 2009); polskie tłumaczenie jako Heaven, Wydawnictwo Mova, 2023[6].
- Subete mayonaka no koibitotachi (Wszyscy zakochani nocą, 2011); polskie tłumaczenie, Wydawnictwo Mova, 2024
- Mimizuku wa tasogare ni tobitatsu (Puchacz wylatuje o zmierzchu, 2017).
- Misu aisusandoicchi (Ms Ice Sandwich, 2020).
- Natsu monogatari (Opowieść Natsu/Letnia opowieść, 2019); polskie tłumaczenie jako Piersi i jajeczka, Wydawnictwo Mova, 2023[7].
- Kiiroi ie (Żółty dom, 2023).